# تجربة دينية

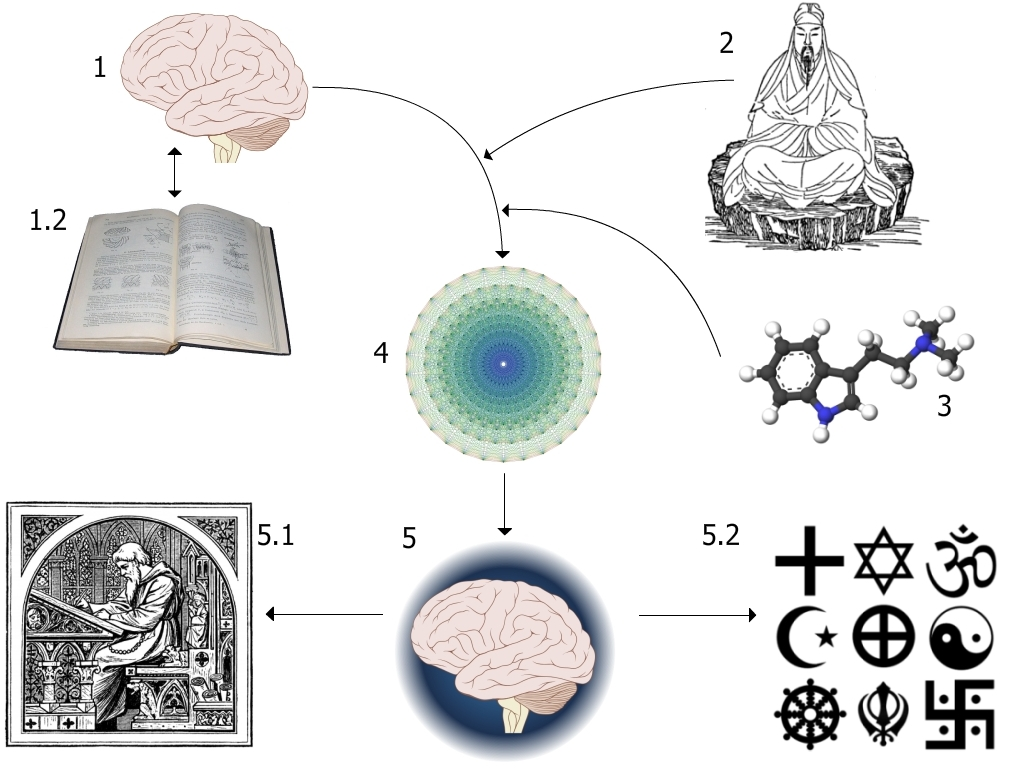

التجربة الدينية (تُعرف في بعض الأحيان باسم التجربة الروحية أو التجربة المُقدسة أو التجربة الغامضة) تعد تجربة ذاتية، والتي يُقرر الفرد فيها التواصل مع واقع متسامٍ (متعالي) ، لقاءً أو اتحادًا مع عالم اللاهوت. وغالبًا ما تضمن مثل هذه التجربة الوصول إلى بعض المعرفة أو البصيرة التي لم تكن سابقًا متاحةً لهذا الموضوع بالرغم من عدم خضوعها للمساءلة أو عدم توقعها وفقًا للإطار المفاهيمي المُعتاد أو النفسي الذي يُستخدم من خلاله الموضوع للتشغيل. تُجلِب التجربة الدينية عمومًا فهمًا جزئيًا أو كليًا للأمور الشخصية الأساسية التي قد تكون سببًا (سواء أكانت مُعترفًا بها بوعي أم لا) للكرب أو الاغتراب للموضوع لمدةٍ ممتدة من الوقت. ويمكن تجربة هذا كشكلٍ من أشكال الإبراء أو التنوير أو التحول. وقد مكَّنت أوجه التشابه والاختلاف بين التجارب الدينية عبر مختلف الحضارات الباحثين من تصنيفها للدراسة الأكاديمية.
تنظُر العديد من التقاليد الدينية والغامضة إلى التجارب الدينية (خاصةً تلك المعرفة التي تصاحبها) كـوحي مُنزَّل من قوة واسِطَة الإلهيةٍ بدلاً من العمليات الطبيعية العادية. وهي تُعتبر مواجهات واقعية مع الله (God) أو الآلهة، أو تواصلًا واقعيًّا مع حقائق ذات مقامٍ أعلى والتي لا يكون البشر على علم بها عادةً. وقد يرى المتشككون أو العلماء أن التجربة الدينية تُعد سمة تطورية من العقل البشري قابلة للدراسة العلمية العادية. ومن الممكن القول بأن مثل هذه الدراسة بدأت مع عالم النفس والفيلسوف الأمريكي ويليام جيمس (William James) في محاضرات جيفورد (Gifford Lectures) الخاصة به عام 1902/1901 والتي نُشِرت لاحقًا باسم أصناف من التجربة الدينية (The Varieties of Religious Experience).

## تعاريف
وصف عالم النفس والفيلسوف ويليام جيمس أربعة خصائص للتجربة الصوفية ضمن كتابه أصناف الخبرة الدينية. ووفقًا لما ذكره جيمس، فإن هذه التجربة:
- عابرة – تُعتبر هذه التجربة مؤقتة أو عابرة؛ فالفرد سرعان ما يعود إلى إطار عقله «الطبيعي». إذ تكون مشاعره خارجة عن الإدراك العادي للمكان أو الزمان.
- فائقة الوصف – لا يمكن وصفها باستخدام اللغة العادية.
- تفكيرية – إذ يشعر الفرد بأنه تعلم شيئًا قيمًا من هذه التجربة، وبأنه اكتسب معرفة معينة عادةّ ما تكون مخفية عن إدراك الإنسان.
- خاملة – تحدث هذه التجربة للفرد دون وجود سيطرة واضحة للوعي. وعلى الرغم من وجود أنشطة متعلقة بها، مثل التأمل، الذي يمكن أن يزيد من احتمالية حدوث التجربة الدينية، فهي ليست خاضعة لإرادة الإنسان.

### نورمان هابيل
يُعرّف نورمان هابيل التجربة الدينية بأنها الطريقة المنظمة التي من خلالها يرتبط المؤمن في علاقة مع ما هو مُقدّس أو يكتسب وعيًا به ضمن سياق طقس ديني خاص (هابيل، أودونغو ومادوكس: 1993). التجارب الدينية خارقة بطبيعتها؛ أي إنها خارجة عن النظام العادي أو الطبيعي للأشياء. قد يكون من الصعب التمييز بينها وبين الاضطرابات النفسية مثل الذهان أو أشكال أخرى من تغيّر الوعي (تشارلسورث: 1988). لا تُعتبر التجارب التي تفوق الطبيعة تجارب دينية. وفقًا لتعريف هابيل، لا تُعتَبر الاضطرابات النفسية أو حالات الوعي التي تُسببها العقاقير المخدرة تجارب دينية لأنها لا تحدث ضمن سياق طقس ديني خاص.
يُحدّد كل من مور وهابيل فئتين للتجارب الدينية هما: التجربة الدينية المباشرة والتجربة التي تحتاج إلى وسيط (مور وهابيل: 1982).
- التجربة التي تحتاج إلى وسيط – من خلال هذه التجربة يرى المؤمن المُقدّس من خلال وسطاء روحانيين يمكن أن يتمثلوا بطقوس أو أشخاص أو جماعات دينية أو معتقدات وثنية أو العالم الطبيعي (هابيل وآخرون: 1993).
- التجربة المباشرة - من خلال هذه التجربة يرى المؤمن المُقدّس بدون تدُّخل أي وكالة أو وسيط إذ يكون المؤمن على وجه المباشرة مع الإله أو المُقدّس.

### ريتشارد سوينبورن
في كتابه «الإيمان والعقل»، صاغ الفيلسوف ريتشارد سوينبورن خمس فئات تندرج فيها جميع التجارب الدينية:
- عامة – يرى المؤمن «مساعدة الله له في إنجاح عمله»، في حين وجود تفسيرات مختلفة أخرى مثل النظر إلى منظر غروب الشمس الجميل.
- عامة – حدث غير عادي ينتهك القانون الطبيعي، مثل المشي على الماء.
- خاصة - يمكن وصفها باستخدام لغة عادية مثل رؤية يعقوب للسُّلم.
- خاصة – لا يمكن وصفها باستخدام اللغة العادية، وهي عادةّ ما تكون تجربة غامضة مثل «لم يتوقف الأبيض عن كونه أبيض، ولا الأسود عن كونه أسود، ولكن الأسود أصبح أبيض والأبيض أصبح أسود».
- خاصة – شعور عام غير محدد بوجود رحمة الله في حياة الإنسان.

اقترح سوينبورن أيضًا مبدأين لتقييم التجارب الدينية هما:
- مبدأ السذاجة – مع غياب أي سبب يدعو إلى تكذيبها، يجب على المرء أن يُصدّق ما يبدو حقيقيًا له، على سبيل المثال، إذا رأى شخص ما رجلًا يمشي على الماء يجب أن يُصدّق أن ذلك يحدث بالفعل.
- مبدأ البرهان – مع غياب أي سبب يدعو إلى تكذيبها، يجب أن يُصدّق المرء بأن المؤمنين يقولون الحقيقة عندما يتكلمون عن تجاربهم الدينية.

## رودولف أوتو
يقول المفكر الألماني رودولف أوتو (1869-1937) أن هناك عاملًا مشتركًا واحدًا لكل التجارب الدينية، بمعزل عن الخلفية الثقافية. في كتابه فكرة المقدس (1923) يُحدّد رودولف هذا العامل على أنه (نومينو: قوة إلهية) إذ تنطوي هذه التجربة على جانبين هما:
مفهوم ارتعاش الباطن، وهو الميل لاستدعاء مشاعر الخوف والرعشة؛
مفهوم الجذب، وهو الميل إلى الجذب والافتتان والإخضاع.
تقتضي هذه التجربة بأن يشعر المرء بقربه من المُقدّس، إذ يرى أوتو أن هذه التجربة الدينية هي التجربة الوحيدة المحتملة، ويقول: «ليس هناك دين لا يكون (نومينو) الجوهر الأعمق فيه، وبدونه لا يستحق أي دين اسمه» (أوتو: 1972). لا يأخذ أوتو أي نوع آخر من التجارب الدينية مثل النشوة أو الحماس على محمل الجدّ، إذ يرى بأن مثل هذه التجارب تنتمي إلى ردهة الدين فقط وليس إلى ما هو أعمق.

## التاريخ

### الفلسفة الخالدة
وفقًا للفلسفة الخالدة، فالتجارب الصوفية في جميع الأديان هي نفسها في الأساس. وهي تفترض بأن العديد من الأديان، أو جميع أديان العالم، نشأت من التعاليم الصوفية، بما في ذلك غوتاما بوذا ويسوع ولاوتزه وكريشنا. ترى هذه الفلسفة أيضًا أن معظم التقاليد الدينية تصف التجربة الروحانية الأساسية، على الأقل من الناحية الباطنية. يُعرَف ألدوس هكسلي بأنه من كبار أنصار هذه الفلسفة في القرن العشرين، و«تأثر بشكل كبير في وصفه للهندوسية الجديدة ونسخة زن المميزة التي صُدّرَت إلى الغرب من قبل دي. تي. سوزوكي». إذ وضع كل من هؤلاء المفكرين نسخهم الخاصة من الأطروحات التي تتمحور حول الفلسفة الخالدة، والتي قد تلقوها في الأصل من المفكرين وعلماء الدين في الغرب.